# Zoe Hives
Zoe Hives (født 24. oktober 1996 i Ballarat, Australien) er en professionel tennisspiller fra Australien.